# Molibdofillite
La molibdofillite è un minerale.